# Hyponephele laspura
Hyponephele laspura är en fjärilsart som beskrevs av Evans 1932. Hyponephele laspura ingår i släktet Hyponephele och familjen praktfjärilar. Inga underarter finns listade i Catalogue of Life.